# Kartorp och Rolstorp
Kartorp och Rolstorp var en av SCB definierad och namnsatt småort i Ronneby kommun i Blekinge län, bestående av orterna Kartorp och Rolstorp i Listerby socken. Bebyggelsen var till 2015 en egen småort för att därefter ingå i tätorten Listerby.